# هانتشنغ
هانتشنغ (بالصينية: 韩城市 )‏ هي مدينة على مستوى مقاطعة، ومدينة على مستوى محافظة فرعية، في جمهورية الصين الشعبية، تتبع ينان، بلغ عدد سكانها 391,164 نسمة، تبلغ مساحتها 1,621 كيلومتر مربع، رمزها البريدي هو 715400.